# Weather (B.O.L.Tのアルバム)
『Weather』（ウェザー）は、2022年8月10日にEVIL LINE RECORDSから発売されたB.O.L.Tの1枚目のミニアルバムである。

## 概要
B.O.L.Tが2022年8月10日にリリースした1stミニアルバム（EP）となる。CDシングルとしては通常盤（KICS-4072）の1形態のみで発売された。同日、配信（NOPA-3302）も開始された。
リード曲となる「BY MY SIDE」をはじめ新録曲全6曲が収録されている。
楽曲制作には、POT、Hold Out Hope、どついたるねん、KNOCK OUT MONKEY、BACK LIFTなど、これまでのB.O.L.Tの楽曲と同様に多彩な面々が参加している。
2022年4月9日に開催された「「POP」ONE MAN LIVE Revival」にて本作のリリースが発表され、同年5月28日に開催された「B.O.L.T Presents Early Summer Tour 2022「RE; B.O.L.T」」初日にEPタイトル『Weather』が発表された。同年7月19日に、数々のアーティストのアートディレクションを手掛けるデザイン事務所「Giottographica」（ジョットグラフィカ）により制作されたジャケット写真が公開された。
2022年7月1日に配信限定シングルとして『New Day Rising』が配信された。また本作から「BY MY SIDE」（2022年7月22日）、「夜を抜け出して」（2022年8月3日）が先行配信された。
本作は2022年8月22日付のオリコン週間アルバムランキングにて初登場7位を獲得した。
2023年3月8日、LPレコード（JSLP192）として発売された。
2023年4月15日に解散をしたB.O.L.Tにとって本作が最後のアルバム（フルアルバム、ミニアルバム）となった。

## 収録曲
（B.O.L.T：内藤るな、高井千帆、青山菜花、白浜あや）
| #  | タイトル           | 作詞           | 作曲             | 編曲             |
| -- | ------------------ | -------------- | ---------------- | ---------------- |
| 1. | 「One Life」       | 織田           | 織田             | 織田             |
| 2. | 「BY MY SIDE」     | haruka         | Hold Out Hope    | Hold Out Hope    |
| 3. | 「New Day Rising」 | どついたるねん | どついたるねん   | どついたるねん   |
| 4. | 「D.T.F.」         | w-shun         | KNOCK OUT MONKEY | KNOCK OUT MONKEY |
| 5. | 「夜を抜け出して」 | 小林辰也       | 小林辰也         | BACK LIFT        |
| 6. | 「雨のち晴れ」     | 開花俊介       | 開花俊介         | 開花俊介         |

### One Life
- 作詞・作曲・編曲：織田。振付はHIROMI。
- 2022年6月5日「B.O.L.T Presents Early Summer Tour 2022「RE; B.O.L.T」」大阪・ESAKA MUSE公演にて初披露。

### BY MY SIDE
- リードトラック。作詞：haruka、作曲・編曲：Hold Out Hope。振付：HIROMI、MVディレクターはZUMI。
- 2022年7月15日「B.O.L.T 3rd ANNIVERSARY LIVE & Early Summer Tour 2022 FINAL」にて初披露。[11]
- 2022年7月22日に先行配信開始[12]。
- 2022年7月27日にMVが公開された[13][14]。
- テレ玉『ドレスキーとコレスキー』2022年8月度オープニングテーマ。[15]
- tvk『関内エビル』2022年8月エンディングテーマ。[16]
- 文化放送 プラスチューン（2022年8月15日 - 21日）。[17]
- interfm Hotpicks Playlist（2022年8月前半）。[18]
- 文化放送『CultureZ』2022年9月度エンディングテーマ。[19]

### New Day Rising
- 作詞・作曲・編曲：どついたるねん。振付はHIROMI。
- 2022年5月28日「B.O.L.T Presents Early Summer Tour 2022「RE; B.O.L.T」」品川プリンスホテル クラブeX公演にて初披露。
- 2022年7月1日に先行配信開始[20]。

### D.T.F.
- 作詞：w-shun、作曲・編曲：KNOCK OUT MONKEY。振付はHIROMI。
- 2022年7月15日「B.O.L.T 3rd ANNIVERSARY LIVE & Early Summer Tour 2022 FINAL」にて初披露[11]。

### 夜を抜け出して
- 作詞・作曲：小林辰也、編曲：BACK LIFT。振付はHIROMI。
- 2022年6月25日「B.O.L.T Presents Early Summer Tour 2022「RE; B.O.L.T」」名古屋SPADE BOX公演にて初披露。
- 2022年8月3日に先行配信開始。[21]
- interfm『B.O.L.Tの10万ボルト』オープニング曲（2022年7月15日 - ）。

### 雨のち晴れ
- 作詞・作曲・編曲：開花俊介。振付はHIROMI。
- 2022年5月29日「B.O.L.T Presents Early Summer Tour 2022「RE; B.O.L.T」」品川プリンスホテル クラブeX公演にて初披露。[22]
- BSテレ東のドラマ『ちょい釣りダンディ』エンディングテーマ。[23][24]
- interfm『B.O.L.Tの10万ボルト』エンディング曲（2022年7月15日 - ）。